# 하랄드 누기섹스
하랄드 누기섹스(Harald Nugiseks, 1921년 10월 22일-  2014년 1월 2일)는 에스토니아의 군인이다.

## 생애
에스토니아 남부 얘르바 주 새레베레에서 태어났고, 튀리 및 파이데에서 학교를 다녔다. 제2차 세계 대전이 시작되기 전 유소년 부대의 얘르바 대대에서 복무하였다. 1941년 에스토니아가 소련에 점령당하여 군대가 해산당한 이후, 그 해 8월에 독일군에 자원 입대하였다. 아르투르 아수(Artur Asu) 대위에 의해서 1941년 탈린 방어전에 참전하였다. 방어전이 끝난 이후 약 1개월간 국내 방어대(Omakaitse)에 복무하였다. 1941년 10월 2일부터 북부 집단군의 에스토니아 185사단에서 복무하였고, 1942년 12월 계약 만료로 제대하였다.
1943년 5월 무장 친위대에 자원 입대하였다. 5월부터 9월까지 라우엔부르크 SS 사관학교에서 수학하였고 상병으로 수료하였다. 1943년 말 네벨 전투에 에스토니아 무장 친위대의 일원으로 참가하였다가 12월 21일 부상당하였다. 전투에서 기록한 성과로 1944년 2월 27일 철십자장 2급장을 수여받았다.
1944년 2월 19일부터는 나르바 전투에 투입되었다. 나르바 전투 중 바사-시베르치-벱스퀼라 고지를 획득한 데 대한 보상으로 3월 7일 철십자 훈장 1급장, 4월 20일 기사철십자훈장을 수여받았다. 이 전투에서 그가 복무했던 대대의 장교들이 전사하여 공격을 지휘하게 되었다. 수류탄을 썰매에 실어서 보급하는 작전을 통하여 척탄병들이 지뢰밭을 기어다니지 않고 보급을 받을 수 있도록 하였다. 수류탄을 참호를 따라 투척하면서, 북쪽에서부터 참호 입구를 압박하는 전략을 사용하였다.
전투에서 입은 부상으로 오스트리아의 남부 티롤 지역 병원에서 휴양하였다. 휴양하고 있었던 동안 받았던 기사철십자훈장은 에스토니아의 SA 총독이 직접 수여하였고, 나치 선전 방송에서 이 장면을 영상으로 취재하였다. 1944년 10월 노이함메르 사단으로 복귀하였다. 이후 적십사 소속 간호사들을 희롱하는 병사들과 싸우다가 강등당하였다.
1944년 9월 에스토니아에 가해진 소련군 공습으로 인하여 그의 집이 파괴되었다. 1945년 1월 5일부터 3월 중순까지 SS 융커 사관학교에서 수학하였다. 5월 7일 체코 파르티잔에 의해서 생포당하여 포로 수용소로 넘겨졌다. 세 번의 탈주 시도 끝에 소련군에게 신병이 인계되었다. 1946년 11월 10일에 석방되었으나, 1947년 2월 13일 다시 체포되어 10년간의 구금형에 처해져 시베리아로 유배되었다. 1953년 9월 17일에 사면안이 통과되어 1958년에 에스토니아로 귀국하였다.
에스토니아가 다시 독립한 이후인 1994년 2월 21일 에스토니아 육군 소령 알렉산데르 에인셀른(Aleksander Einseln)에 의하여 대위 계급을 추서받았다. 1999년 에스토니아의 또 다른 기사철십자훈장 수훈자인 알폰스 레바네(Alfons Rebane)의 이장이 추진되었을 때 이장식에 참가하였다. 독립 이후 그의 공을 기려서 여러 다양한 훈장을 수훈받았다.

## 같이 보기
- 친위대 제20무장척탄병사단